# Suncus zeylanicus
Suncus zeylanicus là một loài động vật có vú trong họ Chuột chù, bộ Soricomorpha. Loài này được Phillips mô tả năm 1928.